# Kristjan Rahnu
Kristjan Rahnu (* 29. August 1979 in Kohila) ist ein ehemaliger estnischer Zehnkämpfer.
Rahnu erreichte im Mai 2002 bei einem Wettkampf in Arlington erstmals eine Leistung von über 8000 Punkten. Er nahm an den Olympischen Sommerspielen 2004 in Athen teil, beendete den Wettkampf aber bereits nach dem Kugelstoßen. 
Der Durchbruch zur Weltspitze gelang ihm im darauffolgenden Jahr, als er sich in Arles mit einem Ergebnis von 8526 Punkten auf Platz zwei der Jahresbestenliste hinter Roman Šebrle setzte. Bei den Leichtathletik-Weltmeisterschaften 2005 in Helsinki belegte er mit 8223 Punkten den sechsten Platz. Mit seiner Punktzahl von Arles hätte er Silber vor Šebrle gewonnen, nur Bryan Clay war mit 8732 Punkten außer Reichweite. 
Bei den Hallenweltmeisterschaften 2006 in Moskau belegte er den vierten Platz im Siebenkampf, und bei den Europameisterschaften 2006 in Göteborg wurde er mit 8083 Punkten Neunter.
Rahnu wurde von seinem Vater Roland Rahnu trainiert.